# Alte Landungsbrücke (Swakopmund)

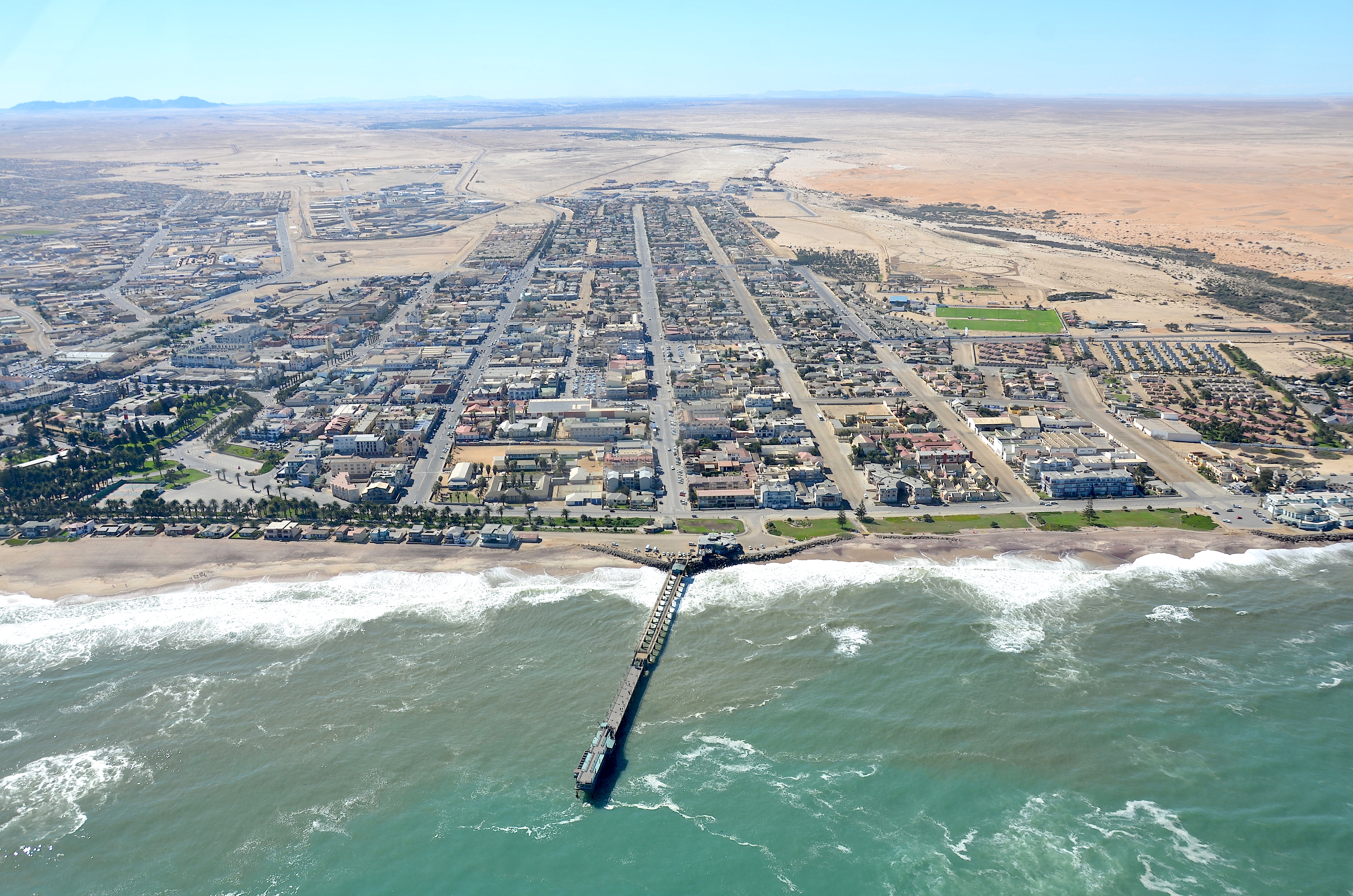
Luftaufnahme der Jetty (2017)

Die alte Landungsbrücke in Swakopmund, meist als Jetty bezeichnet, ist ein ehemaliger Schiffsanleger (Seebrücke) im Südatlantik in Namibia. Sie stammt aus der deutschen Kolonialzeit Deutsch-Südwestafrikas.

## Geschichte

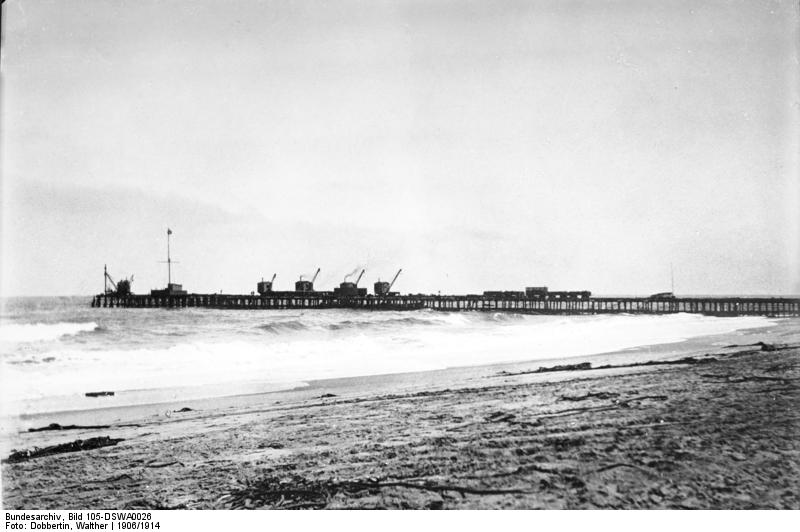
Historische Aufnahme (um 1914)

Der Grundstein für eine erste Holzbrücke wurde am 1. September 1899 an der Stelle der heutigen Jetty gelegt. Sie erwies sich als wenig brauchbar, weshalb die deutschen Ingenieure eine Mole unweit nördlich bauten, um einen Küstenhafen zu etablieren. Dieses Vorhaben scheiterte bis 1902, so dass ab dem 25. Oktober 1904 durch eine 60 Mann starke Eisenbahn-Bau-Kompanie mit dem Bau der heutigen Brücke begonnen wurde. Sie waren in der Alten Kaserne untergebracht.
Die Jetty wurde bereits am 25. April 1905 fertiggestellt. Sie wurde 275 Meter weit ins Meer gebaut und war neun Meter breit. Auf der Brücke befanden sich Bahngleise mit 60 Zentimeter Spurweite und sechs Kräne mit einer maximalen Hubkraft von 2 bis 20 Tonnen.
Aufgrund der schwierigen Witterungsbedingungen und der häufigen Springflut wurde ab 1912 mit dem Bau einer Stahlbrücke begonnen. Die Arbeiten führten die Unternehmen Flander AG, Benroth und Grün & Bilfinger durch. Ursprünglich war eine Brückenlänge von 640 Meter geplant. Aufgrund des Ausbruchs des Ersten Weltkriegs wurde nur eine Länge von 262 Meter erreicht.

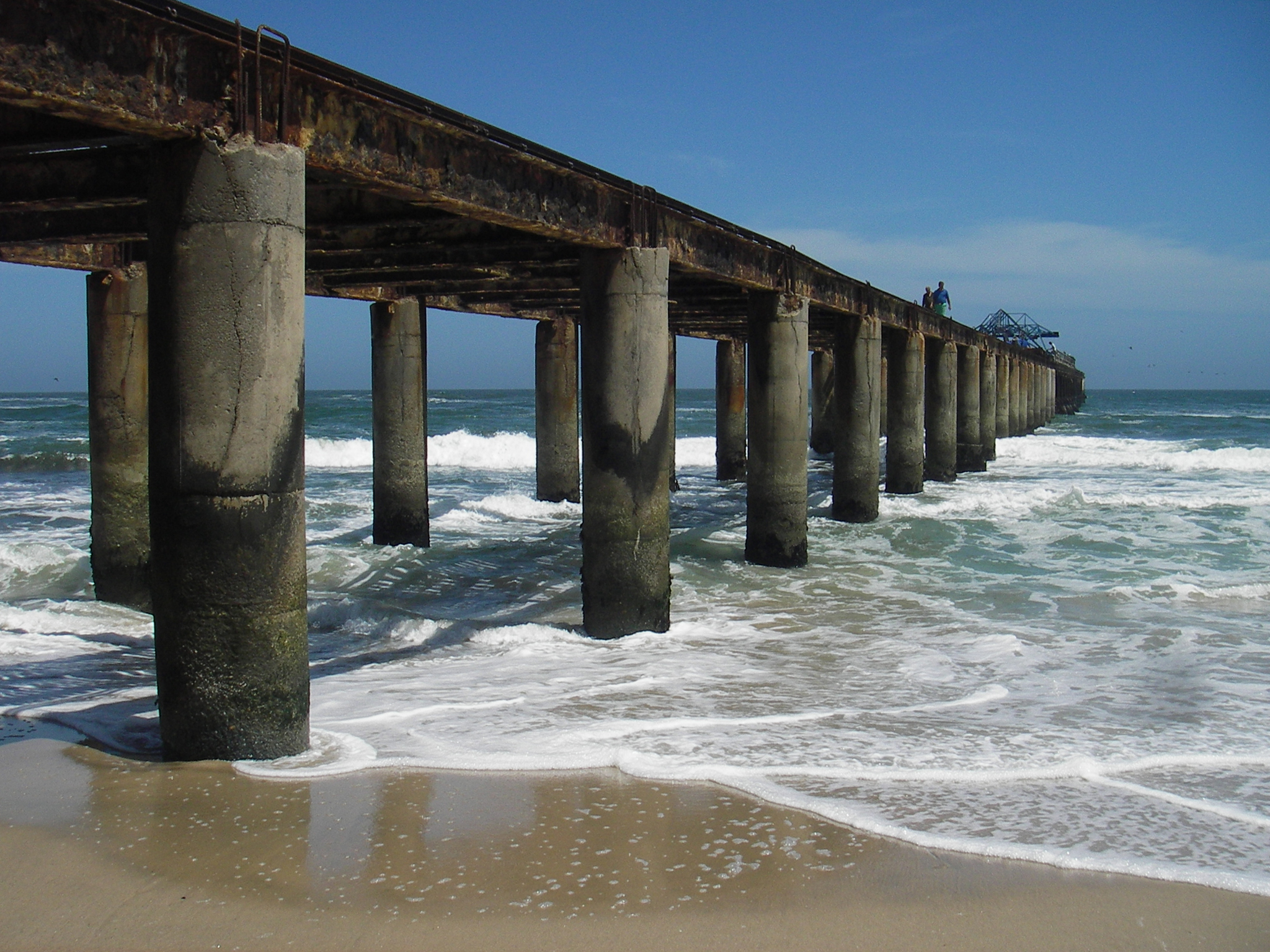
Jetty kurz vor der umfassenden Sanierung (2006)

Bis 1983 verfiel die Jetty zunehmend und wurde geschlossen. Erst Spenden von 300.000 Namibia-Dollar ermöglichten erste Instandhaltungsarbeiten. Eine Wiedereröffnung der Brücke war dennoch nicht möglich. Erst 2005 wurde durch weitere Spenden eine umfassende Sanierung begonnen, nachdem die Stadtverwaltung die Bedeutung der Jetty für den Tourismus erkannte. Die Jetty wurde am 6. Oktober 2006 wieder eröffnet. Der letzte Abschnitt wurde, durch Initiative eines ortsansässigen Gastronomieunternehmens, im Oktober 2010 geöffnet.

## Wirtschaftliche Bedeutung
Da Swakopmund über keinen Hafen verfügte, wurde die Jetty vor allem zur Anlandung von Gütern und Personen genutzt. Ab 1907 begann auch die Nutzung zum Export, vor allem von Kupfer und Karibib-Marmor. Etwa ab 1934 diente die Jetty vor allem dem Angelsport, da das Meer bis zum Ende der Brücke zuvor durch ein Hochwasser weitestgehend versandet war. Heute dient die Brücke vor allem als touristisches Ausflugsziel mit Aussichtsplattform und Restaurant am äußersten Ende.